# Bob-Europameisterschaft 1974
Die Bob-Europameisterschaft 1974 sollte am 11. und 12. Januar  im Zweierbob und am 18. und 19. Januar 1974 im Viererbob  auf der Pista Olimpica di Bob  im italienischen  Cortina d’Ampezzo ausgetragen werden. Bereits zum Beginn des Jahres 1974 wurde eine Verschiebung der Wettkämpfe auf den Zeitraum vom 28. Januar bis zum 10. Februar 1974 wegen Schneemangels angekündigt. Zirka eine Woche vor Wettkampfbeginn musste dann die EM wegen des witterungsbedingt schlechten Zustandes der Natureisbahn ersatzlos abgesagt werden.